# 정치 체제
정치 체제(政治體制)는 한 국가의 정치 시스템(정치기구, 정치메커니즘 등)에 대한 통칭이다. 국가 형태 및 체제, 정치 체제, 그리고 정치적 조직의 제도와 형태를 아우르는 매우 포괄적인 개념이다. 특히 국체(군주제, 공화제), 정체(민주제. 독재제, 입헌제, 전제 정체, 연방제, 단일제), 정부 형태, 의회 및 사법부 제도, 정당 제도(일당제, 양당제, 다당제) 등 방대한 영역을 포함하고 있으며, 뿐만 아니라 기관과 정치단체, 정당 등의 이익단체, 노조, 로비 단체 등, 그리고 이들 기관과 정치 체계 사이의 관계(헌법, 선거, 법 등)까지 포함하기도 한다. 정치 체제는 동양과 서양이 서로 비슷하면서도 다른 모습을 보여주고 있으며, 선진국, 개도국 그리고 후진국 간, 민주주의와 권위주의, 그리고 독재 국가 간 매우 상이한 체제를 서로 보여주고 있다.

## 정의
데이비드 이스턴에 따르면 "사회에서 가치가 권위적으로 할당되는 상호작용"으로 정의 할 수 있다.

## 종류

### 국가체제
- 군주제
- 공화제
- 국가 연합

### 정치체제
- 민주제
- 독재제
- 입헌군주제
- 입헌제
- 전제 정치
- 연방제
- 단일제
- 무정부 상태

### 정부 형태
- 대통령제
- 신대통령제
- 의원내각제
- 이원집정부제

### 정당 제도
- 일당제
- 양당제
- 다당제

## 같이 보기
- 국체, 정체
- 정부 형태

## 참고 문헌
- Douglas V. Verney (2013년 4월 15일). 《The Analysis of Political Systems》. Routledge. ISBN 978-1-135-03477-1.
- Almond, Gabriel A., et al. Comparative Politics Today: A World View (Seventh Edition). 2000. ISBN 0-316-03497-5.
- Ferris, Kerry, and Jill Stein. The Real World An Introduction to Sociology. 3rd ed. New York City: W W Norton & Co, 2012. Print.
- "political system". Encyclopædia Britannica. Encyclopædia Britannica Online. Encyclopædia Britannica Inc., 2012. Web. 02 Dec. 2012.